# Il paese dei jeans in agosto
Il paese dei jeans in agosto è un film del 2023 scritto e diretto da Simona Bosco Ruggeri.

## Trama
Nel contesto di una piccola provincia italiana, un tempo isolata ma oggi fortemente connessa grazie ai social media, si sviluppa la storia tra due personaggi noti online come @IlCarlito e @LaRosetti. Carlo, un ex celebrità locale di ventisei anni, si è reinventato come influencer, costantemente impegnato nella ricerca di denaro che possa essere trasformato in "like". Luisa, ventottenne, un tempo studentessa universitaria, è invece intrappolata nell'attesa che qualcosa di significativo accada nella sua vita. Il loro incontro segna l'inizio di una relazione in cui i trend, i like e i follower diventano gli unici parametri di realizzazione personale. La linea tra realtà e mondo virtuale si sfuma, fino a scomparire, mentre Luisa e Carlo assumono completamente le loro identità digitali. Il film offre uno spaccato della vita provinciale italiana, dove noia, gelosie e rancori vengono esacerbati dall'interconnessione tra social media, televisione, famiglia, religiosità e denaro.

## Distribuzione
Il film è stato distribuito nelle sale cinematografiche italiane a partire dal 23 novembre 2023.

## Premi
Il Film è stato presentato in anteprima al Galà del Cinema e della Fiction in Campania ed è stato premiato alla 77ª edizione del Festival Internazionale di Salerno
Nunzia Schiano è stata premiata come "miglior attrice" al Tropea Film Festival 2024.